# Eiríkur Hauksson
Eiríkur Hauksson (ur. 4 lipca 1959 w Reykjavíku) – islandzki piosenkarz heavymetalowy, reprezentant Islandii w 52. Konkursie Piosenki Eurowizji (2007), nauczyciel muzyki w szkole specjalnej dla młodzieży sprawiającej problemy wychowawcze.

## Życiorys
W 1981 zadebiutował na rynku muzycznym piosenką „Sekur”, którą napisał dla swojego zespołu Start. Utwór zdobył tytuł islandzkiej piosenki roku, znalazł się na debiutanckim albumie studyjnym zespołu, zatytułowanym En hún snýst nú samt.
W 1984 został wokalistą zespołu Drýsill, z którym wydał swój debiutancki album studyjny, zatytułowany Welcome to the Show (1984). W 1985 nagrał dwie solowe piosenki: „Gaggó-Vest” i „Gull”, które zdobyły popularność w Islandii. Rok później wziął udział w krajowych eliminacjach eurowizyjnych z trzema piosenkami: „Þetta gengur ekki lengur”, „Gefðu mér gaum” i „Mitt á milli Moskvu og Washington”. Wraz z Helgą Möller i Pálmim Gunnarssonem został członkiem formacji Icy, stworzonej na potrzeby reprezentowania Islandii w 31. Konkursie Piosenki Eurowizji w Bergen. 3 maja w finale konkursu wykonał z nimi piosenkę „Gleðibankinn”, z którą zajęli 16. miejsce. W 1987, jako wokalista zespołu Módel, zajął drugie miejsce z piosenką „Lífið er lag” w finale eliminacji eurowizyjnych.
W 1988 przeprowadził się do Østfold, gdzie podjął współpracę z zespołem Artch, w którym występował jako wokalista pod pseudonimem Eric Hawk.  Z muzykami nagrał dwa albumy: Another Return (to Church Hill) (1988) i For the Sake of Mankind (1991). W 1993 zespół ogłosił zakończenie działalności. W 1999 roku muzycy na krótko powrócili do współpracy w ramach świętowania dziesięciolecia istnienia, z okazji czego zagrali kilka koncertów oraz wydali album koncertowy, zatytułowany Another Return: Live... and Beyond.
W 1989 roku ukazała się debiutancka płyta solowa Haukssona zatytułowana Skot Í Myrkri. W 1991 roku piosenkarz został członkiem norweskiego zespołu Just 4 Fun stworzonego na potrzeby reprezentowania Norwegię w 36. Konkursie Piosenki Eurowizji organizowanym w Rzymie. 4 maja grupa wystąpiła w finale widowiska z utworem „Mrs. Thompson”, z którym zajęła ostatecznie 17. miejsce z 14 punktami na koncie. 

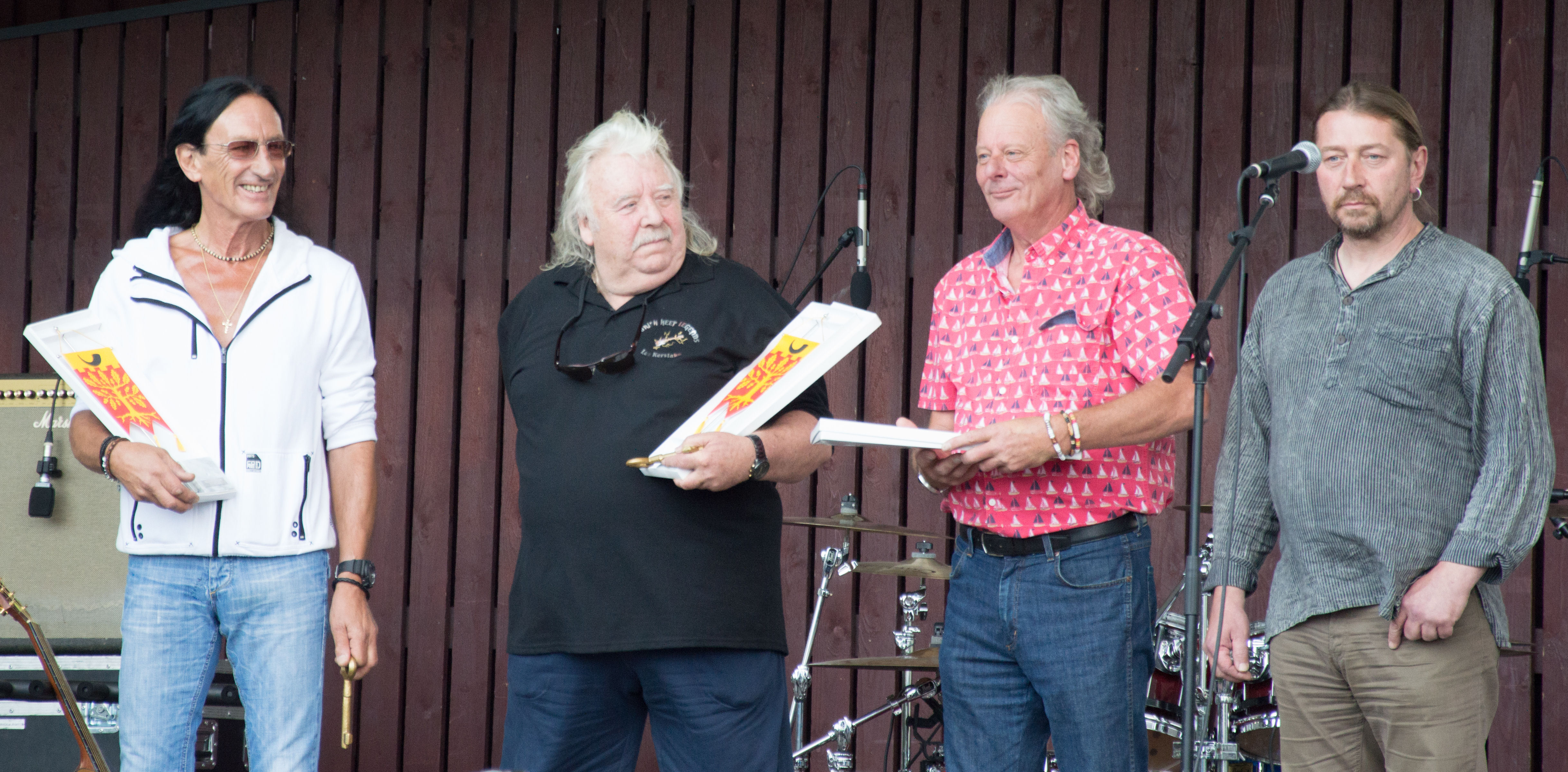
Eirikur Hauksson (ostatni po prawej), 2012

W 1999 zaśpiewał partie wokalne na albumie Soulburner szwedzkiego zespołu Gardenian.
W latach 2005–2012 występował jako wokalista zespołu Live Fire, założonego przez Kena Hensleya. W 2007 z piosenką „Ég les í lófa þínum” wziął udział w krajowych eliminacjach eurowizyjnych. 27 stycznia wystąpił w drugim półfinale selekcji i awansował do finału, organizowanego 17 lutego. Zajął w nim pierwsze miejsce po uzyskaniu największego poparcia telewidzów, dzięki czemu został wybrany na reprezentanta Islandii w 52. Konkursie Piosenki Eurowizji w Helsinkach. Po finale eliminacji nagrał anglojęzyczną wersję piosenki – „Valentine Lost”, którą 10 maja zaprezentował w półfinale Eurowizji i zajął z nią 13. miejsce z 77 punktami na koncie, w tym m.in. z maksymalnymi notami 12 punktów od Szwecji, Finlandii i Norwegii, przez co nie zakwalifikował się do finału. Również w 2007 wydał swój drugi solowy album studyjny, zatytułowany Valentine Lost. Pod koniec roku został ogłoszony nowym liderem zespołu Magic Pie.
W 2010 pojawił się gościnnie w utworze „Still I’m Burning” zespołu Wig Wam z ich czwartego albumu, zatytułowanego Non Stop Rock’n’Roll.

## Dyskografia

### Albumy studyjne
- Skot Í Myrkri (1989)
- Valentine Lost (2007)